# تپه موالی
تپه موالی مربوط به سده‌های اولیه، میانه و متاخر دوران‌های تاریخی پس از اسلام است و در شهرستان ملایر، بخش جوکار، دهستان ترک شرقی، روستای اسلام‌آباد واقع شده و این اثر در تاریخ ۷ اسفند ۱۳۸۶ با شمارهٔ ثبت ۲۱۶۴۴ به‌عنوان یکی از آثار ملی ایران به ثبت رسیده است.